# محمد علیخانی
محمد علیخانی سیاستمدار اصلاح‌طلب اهل ایران و نماینده سابق قزوین در دوره هفتم مجلس شورای اسلامی و مدیرمسئول هفته نامه محلی تابان است. او که فرزند قدرت‌الله علیخانی است، در انتخابات میان‌دوره‌ای به مجلس هفتم راه یافت.
علیخانی برای شرکت در انتخابات شورای شهر تهران در سال ۱۳۹۶ نامزد شد و در لیست امید قرار گرفت و با همین لیست وارد شورای شهر تهران شد.
او مدتی قائم‌مقام سازمان ترافیک شهرداری تهران بوده‌است.